# Maciej z Kunvaldu
Maciej z Kunvaldu (cz. Matěj Kunvaldský, Matěj Žamberský) (ur. ok. 1440 w Kunvaldzie, zm. 1500 w Lipníku) – pierwszy senior Jednoty Braci Czeskich w latach 1467–1494.

## Życiorys
Był chłopem z Kunvaldu. Jego postawa religijna oraz pobożność skłoniły lidera Bractwa Ewangelii Chrystusa, Grzegorza z Pragi do uczynienia go w 1457 roku jednym ze starszyzny utopijnej wspólnoty husyckiej żyjącej według filozofii Piotra Chelczyckiego. 
26 marca 1467 roku podczas pierwszego synodu czeskobraterskiego w Lhotce pod Rychnovem, Maciej z Kunvaldu znalazł się wśród trzech wylosowanych, którzy zostali wybrani duchownymi Jednoty Braci Czeskich. Podczas głosowania został ponadto ogłoszony i ordynowany pierwszym biskupem.
Jako senior braci czeskich zastąpił w przewodzeniu Kościołem Grzegorza z Pragi i Michała z Žamberka. Nie potrafił jednak dorównać charyzmie Grzegorza z Pragi. Nie miał talentu organizatorskiego. Gdy w latach 90. XV wieku we wspólnocie doszło do rozłamu na grupę postępową i konserwatywną opowiedział się za ortodoksyjnymi amozytami i nawoływał wiernych do pozostania przy rygoryzmie nakreślonym ideami Piotra Chelczyckiego. 
W 1494 roku ustąpił z przewodzenia Jednotą nie potrafiąc znaleźć kompromisu między dwiema skłóconymi stronami.